# 영양 (동물)

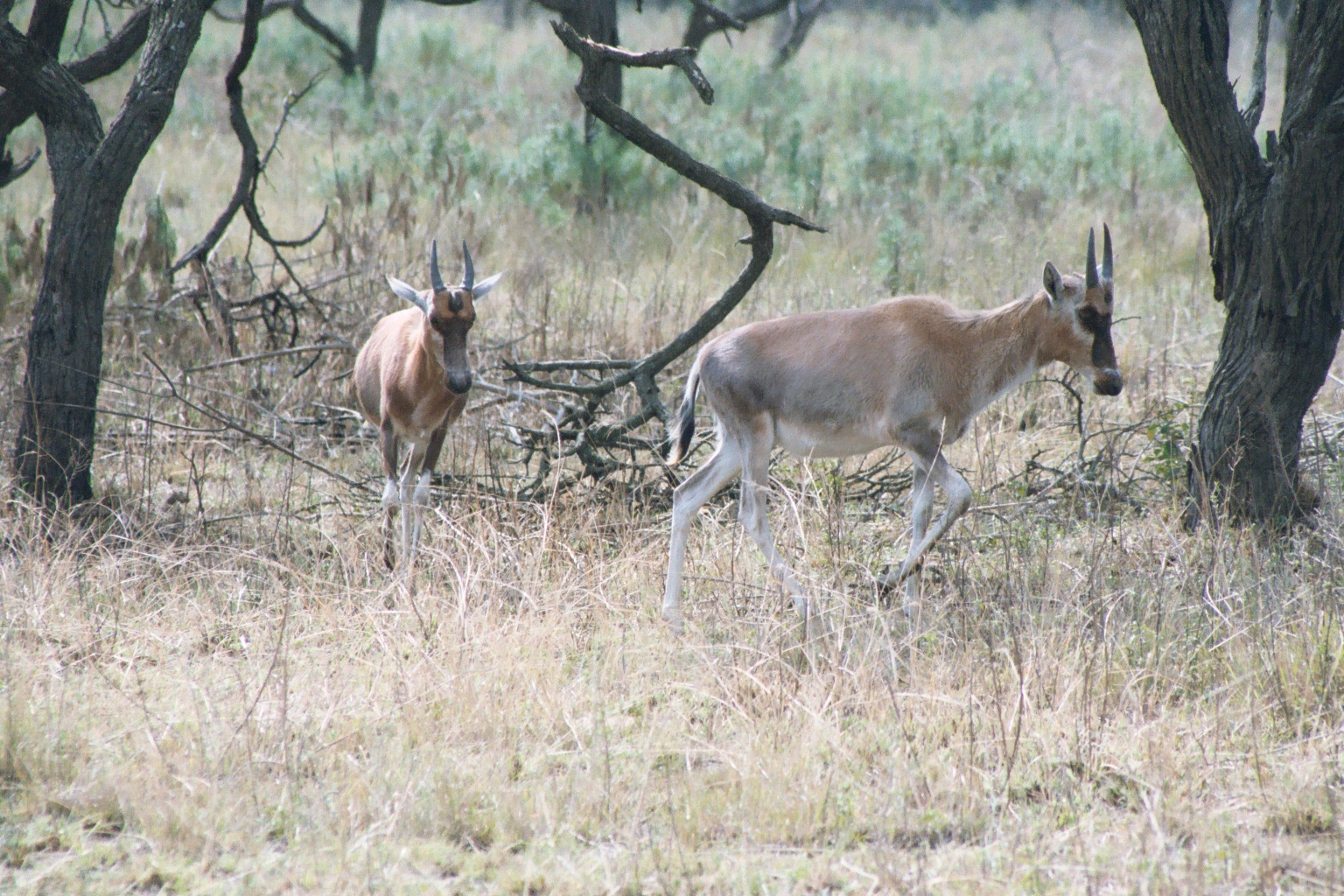
영양

영양(羚羊, antelope)은 소과에 속하는 염소를 닮은 야생동물들을 부르는 말이다. 종류가 대단히 많아 100종 이상이나 된다. 대개 아프리카의 초원, 사막, 삼림에 살고, 소수종만이 인도 및 아시아 중앙부에서 서식한다.

## 특징
크기는 여러 가지이다. 가장 큰 것은 어깨높이가 약 1.8m나 되는 자이언트일란드이며, 작은 것은 어깨높이가 약 25cm인 로열안틸로프이다. 털은 짧고 아름다우며 털의 색깔과 모양은 다양한데 갈색과 회색이 가장 흔하다. 달리기에 알맞게 몸통과 발은 가늘고 발굽은 작으며 목이 길어 머리를 높이 쳐들 수 있다.
뿔은 암수 모두 있는 것과 수컷만 있는 것이 있다. 일반적으로 수컷의 뿔이 더 크다. 뿔의 모양은 여러 가지이며, 꼬리 모양의 융기가 있는 것이 많다. 뿔의 골심은 소·양·염소에서는 많은 작은 공동(空洞)이 있어 해면 모양을 이루는데, 영양류에서는 그러한 공동이 없다. 수컷은 짝짓기철에 다른 수컷이 자신의 텃세권 안으로 들어오지 못하게 하고 암컷은 수컷의 텃세권을 찾아와 마음에 드는 수컷과 짝짓기를 한다. 이빨은 소와 유사한 것도 있고 산양류와 유사한 것도 있다.

## 사육과 사냥
일부 아프리카 사람들은 영양을 먹기 위해서 사냥하고, 목장에서 사육도 한다. 영양은 소나 양보다 다양한 종류의 식물을 먹고 더위에 대한 저항력도 커서 열대지방에서는 좋은 육용 사육동물이다. 옛날부터 사람들은 즐기기 위해서, 또 고기와 모피를 얻기 위해 영양을 사냥했다. 사냥꾼들이 영양을 마구 살육하여, 수천 마리의 영양떼가 아프리카의 초원을 달리는 장관을 이제는 더 이상 보기 어렵게 되었다.

## 같이 보기
- 거대동물